# Ángel Acebes
Ángel Jesús Acebes Paniagua (Pajares de Adaja, 3 luglio 1958) è un politico spagnolo, ministro della Pubblica Amministrazione, della Giustizia e degli Interni durante il primo e secondo governo Aznar. È stato inoltre segretario generale del Partido Popular.

## Biografia
Nato a Pajares de Adaja, in Provincia di Avila, il 3 luglio 1958, è laureato in giurisprudenza presso l'Università di Salamanca. Militò nel gruppo "juventudes centristas" del partito Unión de Centro Democrático. Iniziò la sua carriera politica come consigliere comunale di Avila nel 1987, quindi come sindaco della stessa città dal 1991 al 1995.
Con la vittoria del Partito Popolare di José María Aznar alle elezioni generali del 1996, il primo ministro Aznar lo nominò coordinatore generale. Assunse poi l'incarico di ministro della Pubblica Amministrazione (gennaio 1999-marzo 2000), quindi quello di ministro di Giustizia (marzo 2000-luglio 2002) e ministro degli Interni (luglio 2002-2004).
Durante questo suo ministero si intensificò la lotta dello Stato contro il gruppo terrorista ETA ed egli si rese famoso per la sua convinta opposizione generalizzata ai movimenti di rivendicazione delle autonomie regionali. Tuttavia il suo mandato come ministro degli Interni viene ricordato particolarmente per la sua ripetuta, poi errata, attribuzione dell'attentato dell'11 marzo 2004 al gruppo terrorista ETA.

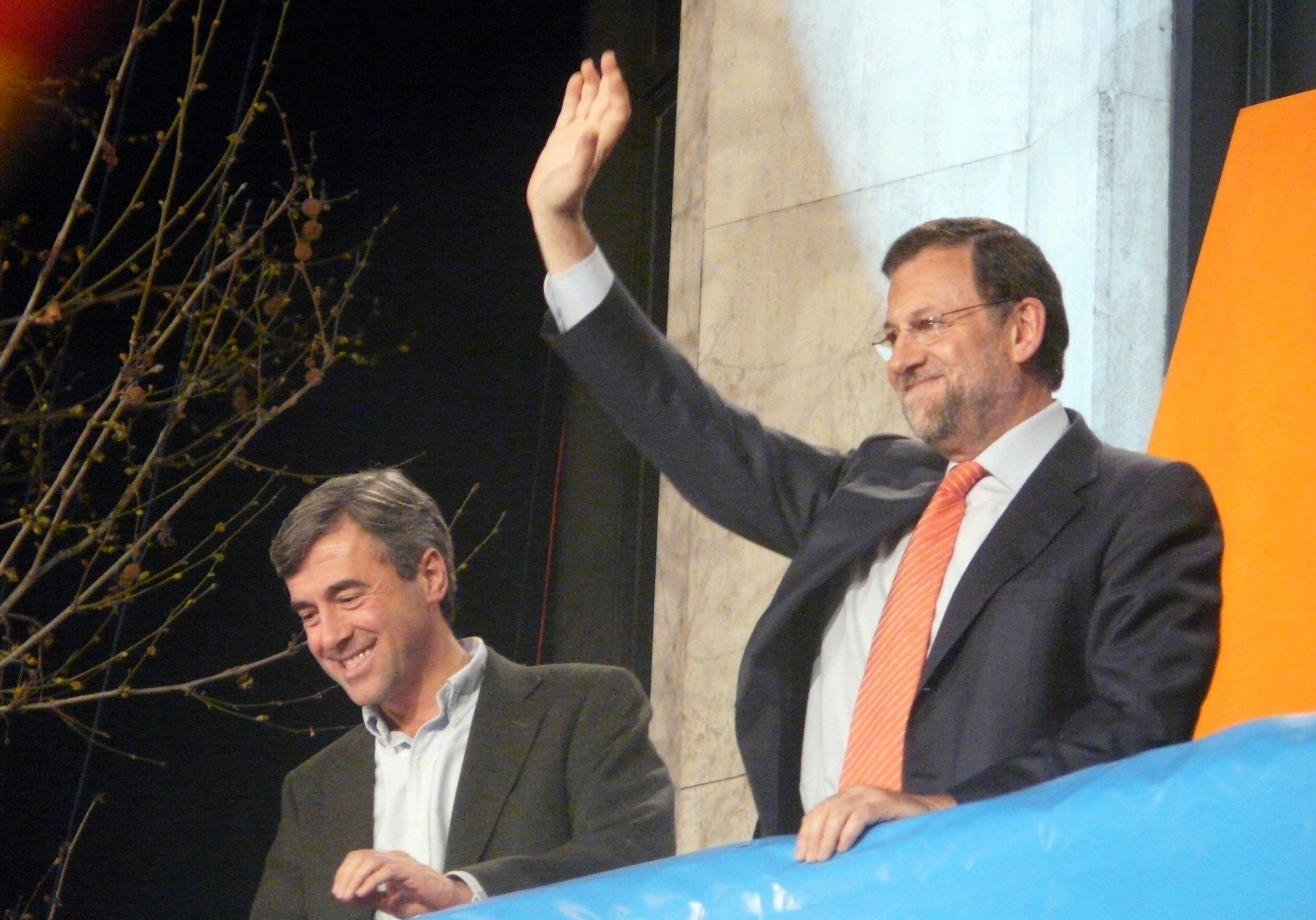
Ángel Acebes (a sinistra) con Mariano Rajoy nel 2004

Nei giorni immediatamente successivi all'attentato dell'11 marzo Acebes, come portavoce del governo, continuò ad insistere sulla responsabilità del gruppo ETA, nonostante le indagini della polizia andassero delineando in modo sempre più esaustivo la probabile matrice islamista dell'attentato. Nonostante le prove apportate, gli arresti effettuati ed il processo in corso, l'esponente del Partito Popolare si annovera tra le persone che rivendicano il dubbio sull'effettiva responsabilità dell'attentato, sostenendo che le indagini successive sono frutto della manipolazione del Partito Socialista, volta ad influenzare il voto dei cittadini spagnoli chiamati alle urne pochi giorni dopo la strage di Madrid (la cosiddetta "teoría de la conspiración").
Dopo la sconfitta elettorale alle ultime elezioni generali del 2004, Acebes fu eletto segretario generale del Partido Popular al congresso del 2004, e lo rimase fino al 2008.